# خان‌کندی (شماخی)
خان‌کندی (به لاتین: Xankəndi، پیش‌تر شاهومیان‌آباد Şaumyanabad) یک منطقه مسکونی در جمهوری آذربایجان است که در شهرستان شماخی واقع شده است.